# Federação de Tênis de Mesa do Estado de São Paulo
A Federação de Tênis de Mesa do Estado de São Paulo, (FTMSP) é a entidade que organiza o esporte no Estado de São Paulo e filiada à Confederação Brasileira de Tênis de Mesa.

## Atletas Paulistas na Seleção Brasileira de Tênis de Mesa
Lista atual de atletas paulistas na Seleção Brasileira de Tênis de Mesa:

### Seleção Feminina
- Bruna Takahashi – Clube de Tênis de Mesa de São Caetano (BRA)
- Caroline Kumahara – Clube de Tênis de Mesa de São Caetano (BRA)
- Jessica Yamada

### Seleção Masculina
- Eric Jouti – Istres TT (FRA)
- Gustavo Tsuboi – Werder Bremen (ALE)
- Vitor Ishiy – Chartres ASTT (FRA)

## Atletas Paulistas na Seleção Paralímpica Brasileira de Tênis de Mesa

### Seleção Feminina
- Cátia Oliveira – Associação Nova Era de Tênis de Mesa (BRA)
- Jennyfer Parinos – Saldanha da Gama (BRA)

### Seleção Masculina
- Israel Stroh – Hebraica (BRA)